# Porphyrinia symphona
Porphyrinia symphona är en fjärilsart som beskrevs av Louis Beethoven Prout 1928. Porphyrinia symphona ingår i släktet Porphyrinia och familjen nattflyn. Inga underarter finns listade i Catalogue of Life.